# On-Demand Mail Relay
ODMR (On-Demand Mail Relay) è un'estensione del protocollo e-mail SMTP. ODMR è definito nell'RFC 2645. Si tratta di un protocollo simile a ETRN ma funziona anche con IP assegnati dinamicamente.
Il funzionamento di ODMR è molto semplice: dopo la connessione al server ODMR vengono inviati i comandi EHLO e AUTH, seguiti dal comando ATRN (Authenticated TuRN); se il comando ATRN da esito positivo il server ODMR inizia a comportarsi come client SMTP e trasferisce tutti i messaggi che ha conservato usando appunto il protocollo SMTP; il tutto avviene sempre sulla medesima connessione TCP ed è proprio questa caratteristica, principale differenza con ETRN, a permettere l'uso del protocollo anche da parte di computer che hanno un IP dinamico oppure protetti da firewall (ad esempio la porta 25 bloccata oppure una rete basata su NAT.

## ODMR con un server SMTP che non lo supporta nativamente
ODMR ha un design tale che può essere usato anche su server che non supportano questo protocollo.
È infatti possibile scrivere un'applicazione che gestisce tutta la parte iniziale del protocollo ODMR (i comandi EHLO, AUTH e ATRN); dopo di che l'applicazione non deve fare altro che connettersi al server SMTP di destinazione e scaricare scambiare i dati col server ODRM in maniera del tutto trasparente (cioè senza cercare di interpretare i dati che stanno passando, in quanto potrebbero essere protetti da TLS.